# Miguel Portas

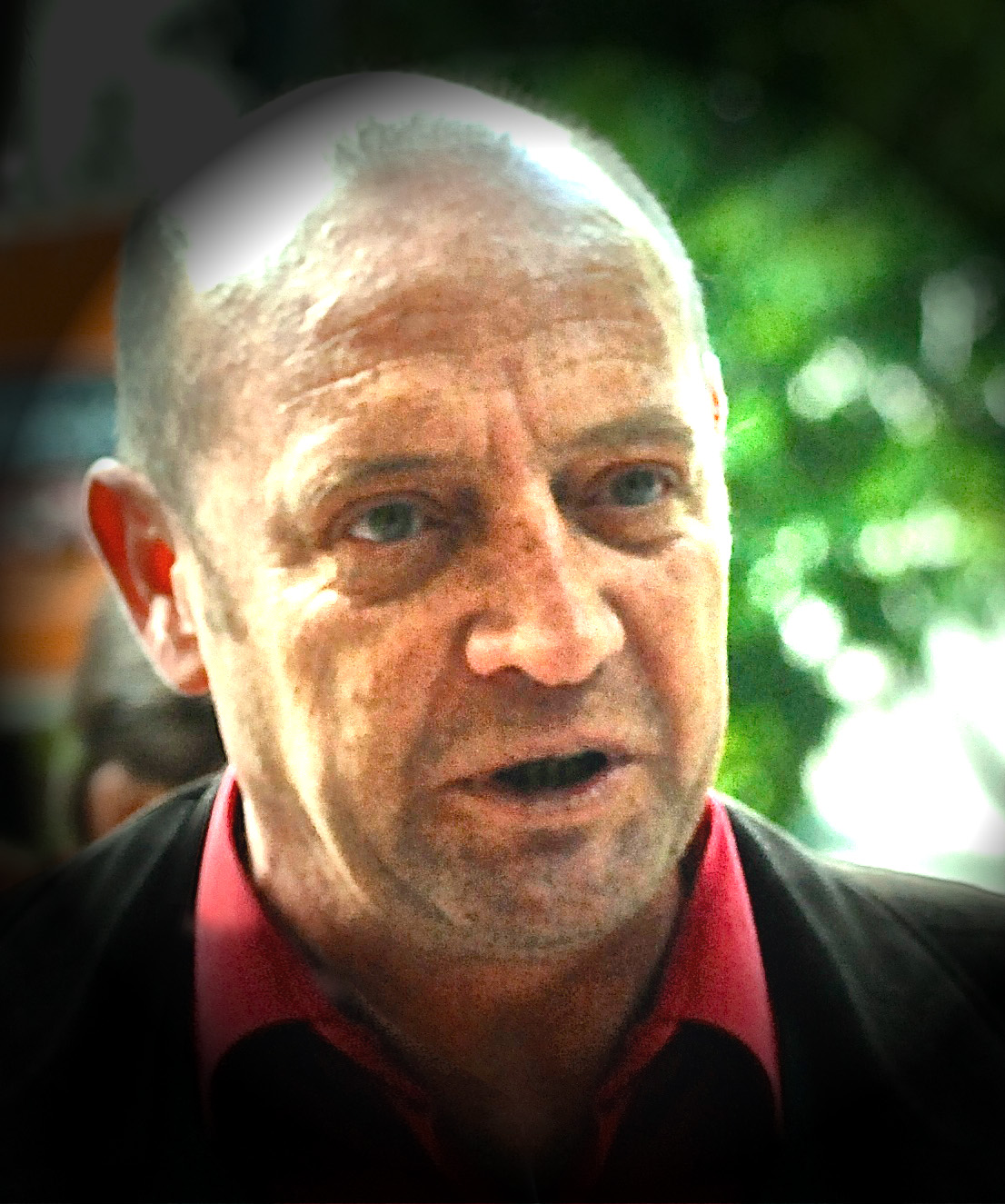
2009

Miguel de Sacadura Cabral Portas (São Sebastião da Pedreira, 1 mei 1958 – Antwerpen, 24 april 2012) was een Portugees journalist en politicus. In 2004 is hij gekozen in het Europees Parlement voor het Links Blok dat deel uitmaakt van de fractie GUE/NGL. Deze functie bekleedde hij tot zijn overlijden in 2012.

## Biografie
Portas is de zoon van de architect Nuno Portas en van econome en journaliste Helena de Sacadura Cabral. Zijn broer Paulo Portas is politicus en zijn halfzus Catarina Portas is journaliste en zakenvrouw.
Miguel Portas studeerde economie aan het Instituto Superior de Economia e Gestão in Lissabon. Van 1984 tot 1987 werkte hij als sociaal-cultureel werker, onder andere in Ourique en in de Algarve. Daarna werkte hij als reporter en redacteur voor de tijdschriften Contraste, Expresso, Já en Vida Mundial. Hij maakte twee televisiedocumentaires: Mar das Índias en Períplo. Vanaf 2000 schreef hij columns in de kranten Diário de Notícias en Sol.
Als scholier was Portas al actief binnen de communistische studentenbeweging. Op 15-jarige leeftijd werd hij hierom opgepakt door de PIDE. In 1989, tijdens de perestrojka, verliet hij de Communistische Partij. In die periode werkte hij voor de gemeente Lissabon voor culturele zaken. In de jaren 90 deed hij pogingen om verschillende linkse partijen te verenigen, wat in 1999 leidde tot de oprichting van het Links Blok.
In 2004 werd hij in het Europees Parlement gekozen. Hij was ondervoorzitter van de Bijzondere Commissie financiële, economische en sociale crisis. Verder maakte hij deel uit van de commissies voor cultuur en onderwijs, ontwikkelingssamenwerking, buitenlandse zaken en de begrotingscommissies, en van de delegaties voor betrekkingen met de landen van de Mashreq, met de Maghreb en met Irak.
In 2012 overleed hij aan longkanker. Hij werd opgevolgd door Alda Sousa.

## Werken
- 2002: E o resto é paisagem (columns, essays en interviews)
- 2006: No Labirinto
- 2009: Périplo

- Gemeinsame Normdatei: 1057235156
- International Standard Name Identifier: 0000 0000 7033 2343
- Système universitaire de documentation: 078188822
- Virtual International Authority File: 99909804
- WorldCat: E39PBJppFQ3VB3cpCRgdHdjwG3